# Resomacja
Resomacja – proces rozkładu zwłok ludzkich poprzez alkaliczną hydrolizę, uważany przez jego twórców za bardziej ekologiczny od kremacji. Proces ten jest oferowany na całym świecie jako alternatywa dla tradycyjnego pogrzebu lub kremacji. Do lata 2007 roku ponad 1000 ludzi w Stanach Zjednoczonych zdecydowało się na poddanie ich ciał resomacji w przyszłości.
Większość źródeł uważa brytyjską firmę 'Resomation Limited' za siłę napędową tej procedury. Firma stara się opatentować proces resomacji i jest właścicielem marki handlowej słowa "Resomator".

## Proces resomacji
W procesie resomacji ciało jest wkładane do jedwabnej torby, umieszczonej na metalowej ramie. Są one następnie ładowane do resomatora. Maszyna wypełniana jest mieszanką wody i wodorotlenku potasu i ogrzewana do wysokiej temperatury (ok. 160 °C), dzieje się to pod wysokim ciśnieniem, co zapobiega wrzeniu. Rozłożenie ciała na jego składniki chemiczne i proch zajmuje około 3 godzin.
Rezultat końcowy to niewielka ilość zielono-brązowego płynu (zawierającego aminokwasy, peptydy, cukry i sole), zaś delikatne, porowate białe kości (fosforan wapnia), które można z łatwością zgnieść w dłoni (chociaż używa się raczej granulatora), zostają przekształcone w biały proszek. Białe prochy mogą być następnie zwrócone krewnym zmarłego. Płyn jest recyklowany do ekosystemu, np. poprzez wprowadzenie do „parku pamięci” lub lasu.

## Poparcie społeczne
Proces resomacji jest popierany przez wiele grup i kampanii ekologicznych ze względu na niższe zużycie energii i niższą produkcję dwutlenku węgla i zanieczyszczeń niż kremacja. Na stronach niektórych brytyjskich krematoriów jest oferowana jako jedna z opcji. W czerwcu 2009 zaprezentowano resomację publiczności w Muzeum przy krematorium w Worthing, prowadzonym przez Worthing Borough Council w hrabstwie West Sussex.

## Status prawny

### Polska
W Polsce brak uregulowań prawnych odnoszących się bezpośrednio do resomacji. Zgodnie z polskim ustawodawstwem (Ustawa z dnia 31 stycznia 1959 r. o cmentarzach i chowaniu zmarłych (Dz.U. z 2024 r. poz. 576)) zwłoki ludzkie mogą być pogrzebane na cmentarzu, zatopione w morzu lub skremowane i pochowane na cmentarzu. Wyklucza to możliwość umieszczenia szczątków zmarłej osoby w np. „parku pamięci” czy przechowywanie prochów w urnie w domu.

### Wielka Brytania
Obowiązujące obecnie ustawy (Burial Act z 1857 oraz Cremation Act z 1902 i 1952) nie przewidują alternatywnych metod postępowania ze zwłokami. Firma Resomation Ltd prowadzi rozmowy z ministerstwami i wydziałami na Whitehall w celu umożliwienia przeprowadzania resomacji na terenie Zjednoczonego Królestwa. Krematorium w Cambridge przygotowuje miejsce dla zainstalowania resomatora w przyszłości.

### Stany Zjednoczone
Resomacja jest obecnie legalna na Florydzie, w stanach Maine i Oregon. Proces był legalny w New Hampshire w USA, dopóki nie wydano w 2009 moratorium zalecającego przestudiowanie i sprawdzenie danych technologicznych przed dopuszczeniem do powszechnego użycia. W stanie Minnesota Mayo Clinic stosuje podobny proces do utylizacji ciał otrzymanych jako donacje. Komercyjny resomator został zainstalowany w domu pogrzebowym w St. Petersburg na Florydzie.